# موهلنتال
موهلنتال (به آلمانی: Mühlental) یک شهر در آلمان است که در فوگتلاندکرایس واقع شده‌است. موهلنتال ۱٬۶۲۱ نفر جمعیت دارد.